# بق ثؤلولي الرأس
بق ثؤلولي الرأس أو بق ذو رأس التنين (الاسم العلمي: Phrictus quinquepartitus)، حشرة تنتمي إلى فصيلة ذباب الفانوس.وصفت من قبل عالم الحشرات الإنجليزي وليام لوكاس ديستانت في عام 1883. توجد في كوستاريكا وبنما وكولومبيا وأجزاء من البرازيل.
يبلغ متوسط طولها 5.5 سم (2.2 بوصة). وهي حشرة مجنحة ذات خطوط أمامية ملونة بألوان زاهية مع علامات مميزة. قوتها عصارة الأشجار.